# Вадим, Кристиан
Кристиан Вадим (фр. Christian Vadim; род. 18 июня 1963, Париж или Булонь-Бийанкур) — французский актёр театра и кино, имя при рождении Кристиан Игорь Кристоф Племянников (Christian Igor Christoph Plemiannikov).

## Биография
Родился 18 июня 1963 года в пригороде Парижа Булонь-Бийанкур в артистической семье: отец — кинорежиссёр Роже Вадим, мать — актриса Катрин Денёв. Полученное при рождении имя Кристиан Игорь Кристоф Племянников отражает сложные франко-русские корни будущего артиста. Его дед по отцу, российский дворянин Игорь Николаевич Племянников, эмигрировал во Францию после революции в России.
Первую небольшую роль исполнил в 20-летнем возрасте в фильме своего отца «Неожиданная вечеринка» (Surprise Party) 1983 года. На следующий год получил роль второго плана в фильме Эрика Ромера «Ночи полнолуния» (les Nuits de la pleine lune). В 1999 сыграл значимую роль в фильме «Обретённое время» Рауля Руиса по роману Марселя Пруста. В этом фильме он также играл вместе со своей матерью Катрин Денёв.
Театральную карьеру начал в 1993 году с роли Фредерика в пьесе «Ромео и Жанетта» по сценарию Жана Ануя в постановке парижского Théâtre de l'Œuvre.
Был несколько раз женат, в первом браке родился сын. В 2010 оформил брак с Жюли Ливаж (Julia Livage), журналисткой «Télématin». Вместе с Жюли Ливаж воспитывает двух дочерей.

## Фильмография
- 1983 — Неожиданная вечеринка (Surprise Party) — Кристиан Бурже
- 1984 — Ночи полнолуния — Бастиен
- 1995 — Безнаказанное преступление — Мишель Гара
- 1996 — Воздух свободы — Александр фон Гумбольдт в молодости
- 1999 — Обретённое время — Блох
- 2001 — Сильные души — пастор
- 2003 — Опасные связи — месье Турвель
- 2003 — Жил да был Иоганн Себастьян Бах — Иоганн Себастьян Бах
- 2006 — Antonio Vivaldi, un prince à Venise — Гольдони
- 2008 — Преступления — это наш бизнес — Августин
- 2011 — Celles qui aimaient Richard Wagner — Ганс фон Бюлов
- 2019 — Collection Fred Vargas — мэтр Карвин